# Stade français Paris rugby (féminines)
Maillots
Actualités
Le Stade français Paris rugby est un club de rugby à XV français basé à Paris dont l'équipe senior féminine participe au Championnat de France féminin de rugby à XV. Les joueuses sont appelées les « Pink Rockets ».

## Historique
La section féminine du Stade français Paris rugby est créée en 2011. En 2018, à la suite de la réorganisation des divisions féminines et le passage de la 1re division de 8 à 16 clubs, le Stade français féminin intègre l'Élite 1.
En 2022, l'équipe termine dernière de sa poule et perd son match de maintien. Elle est alors reléguée en Élite 2. L'Élite 1 passe alors de quatorze à douze clubs.
Les Pink Rockets remportent le championnat d'Élite 2 en 2022-2023 et réintègre alors l'Élite 1.
Au terme de la saison 2023-2024, le club descend à nouveau, battu deux fois par le Stade rennais lors de la phase de play-down.
En mai 2025, Mediapart révèle que la directrice de l'équipe senior a signalé les propos homophobes du directeur sportif de l'association, Yohanne Penot. Un signalement a également été fait à la FFR. Selon son avocat, Yohanne Penot a été sanctionné par le club et a présenté des excuses.

## Palmarès
- Finaliste du Championnat de France de Fédérale 1 en 2016
- Finaliste du Championnat de France de rugby à 12 de 3e division fédérale en 2013
- Finaliste du Championnat de France de rugby à sept Fédérale en 2016
- Finaliste de la Fédérale 2 en 2019 (équipe réserve)
- Championne de Élite 2 en 2023

## Joueuses internationales
- Julie Annery
- Doriane Constanty
- Lénaïg Corson
- Coumba Diallo
- Camille Grassineau
- Assa Koïta
- Séraphine Okemba
- Chloé Pelle
- Hasna Rhamouni